# 縄手通り商店街

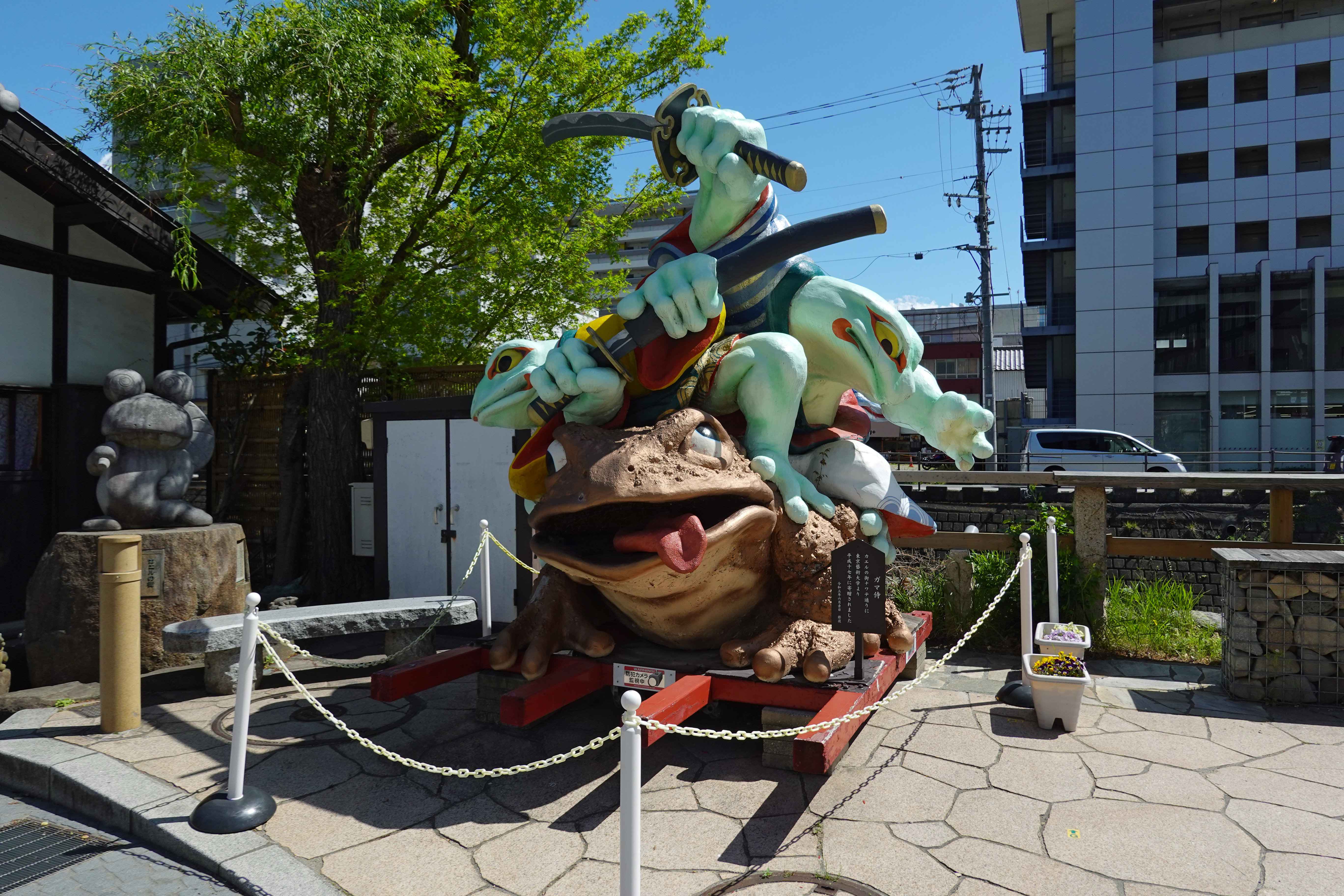
縄手通りの入り口にある「がまざむらい像」と「かえる石像」

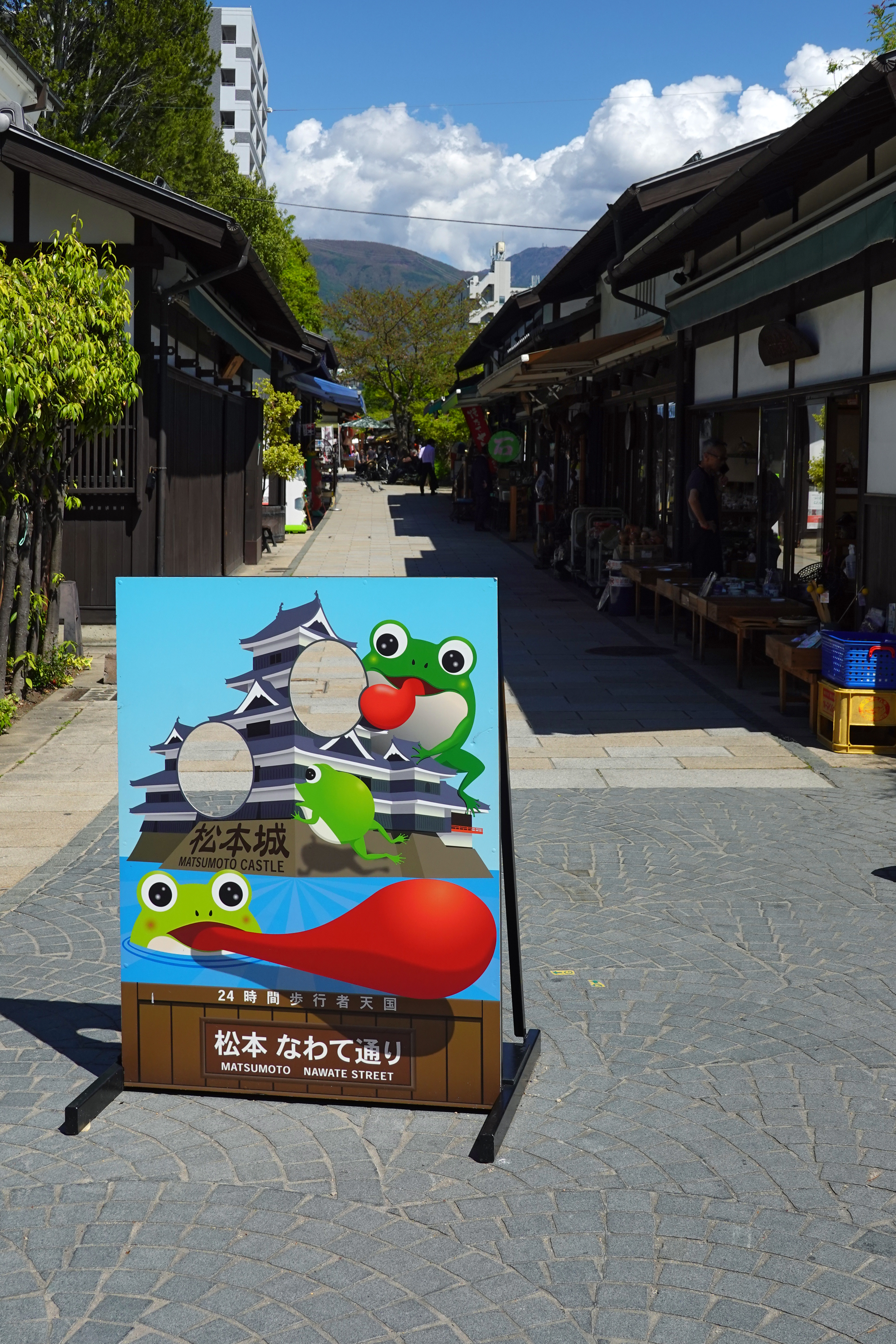
縄手通りの入り口

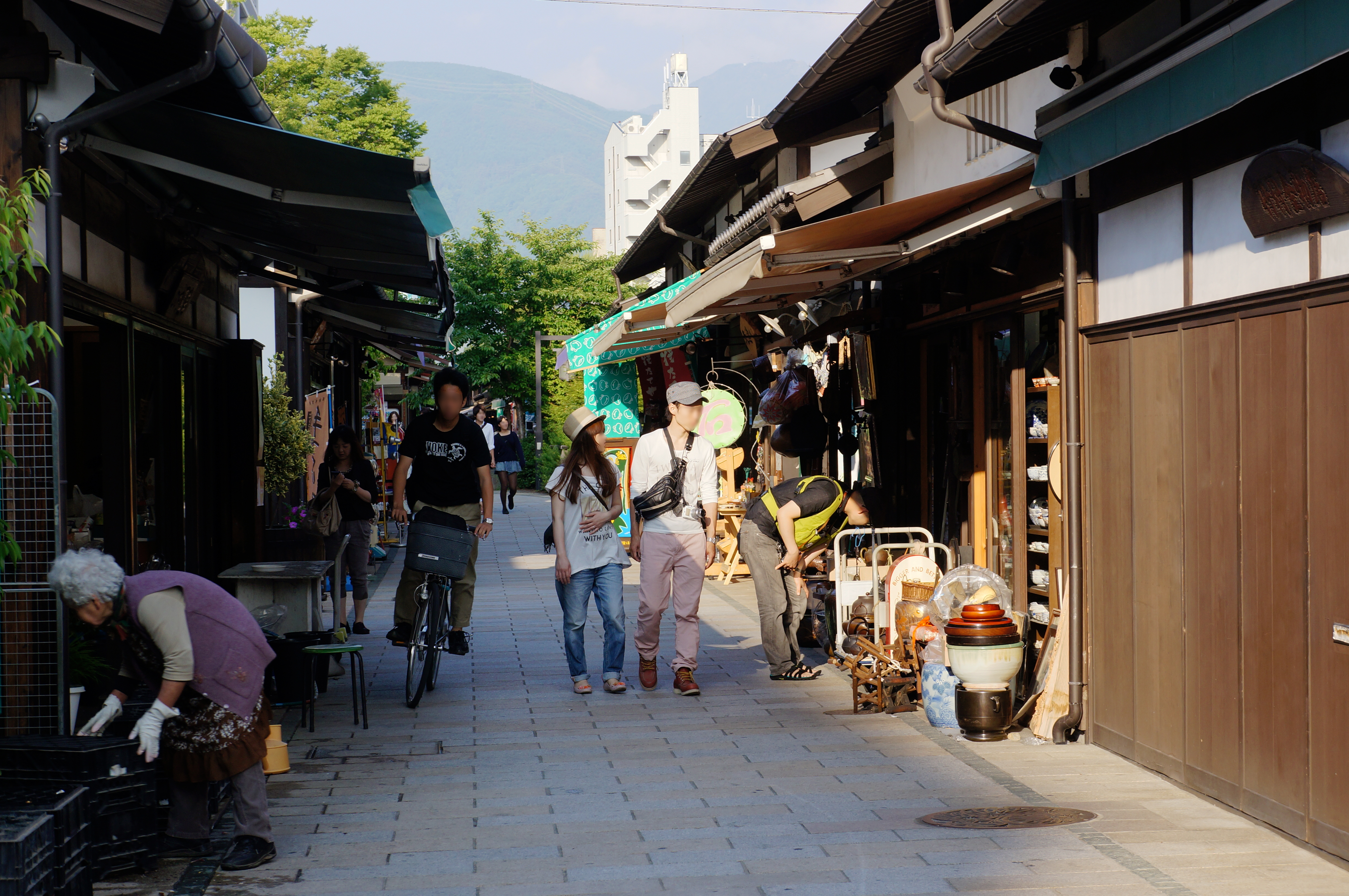
商店街

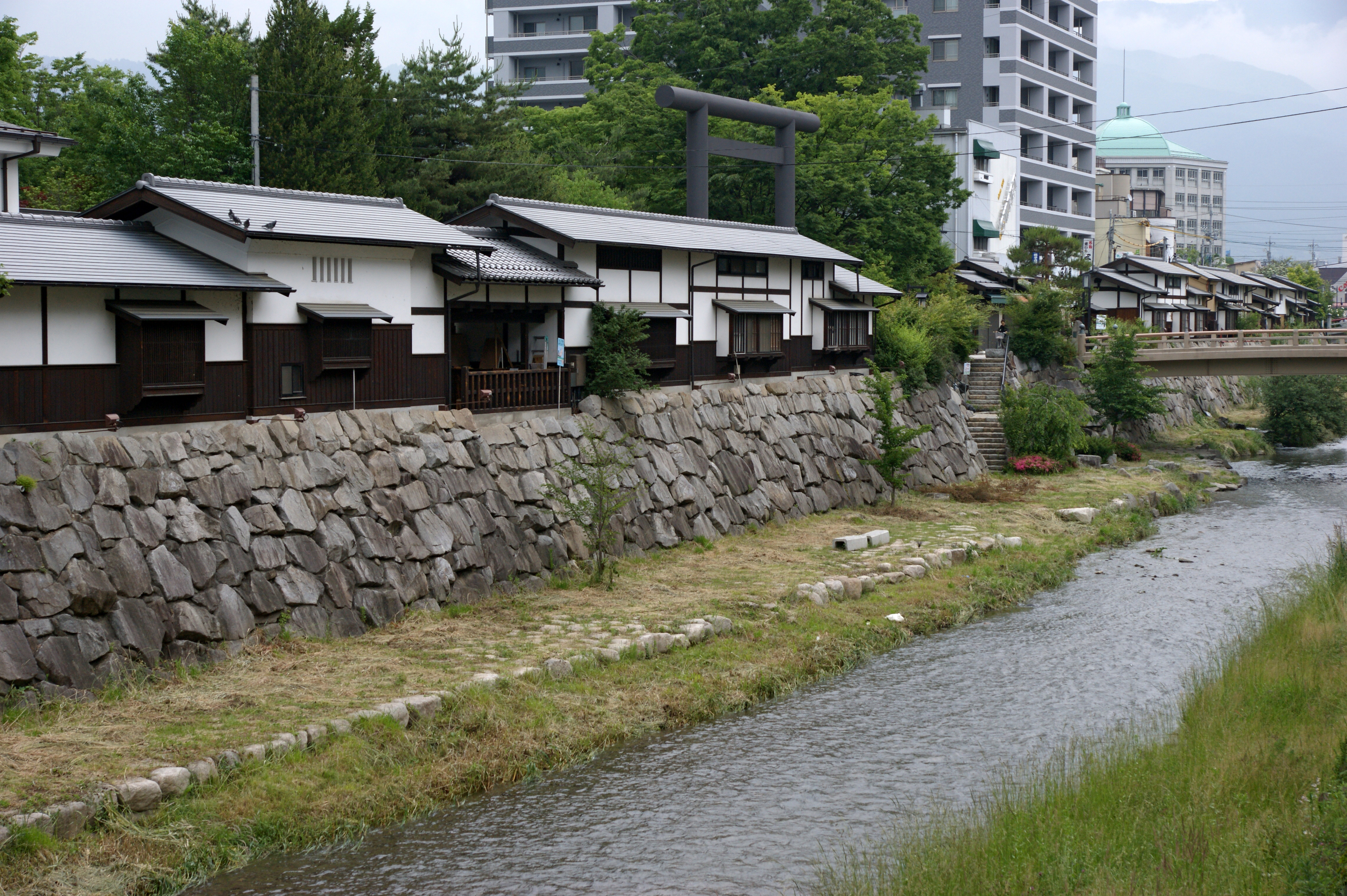
女鳥羽川と商店街

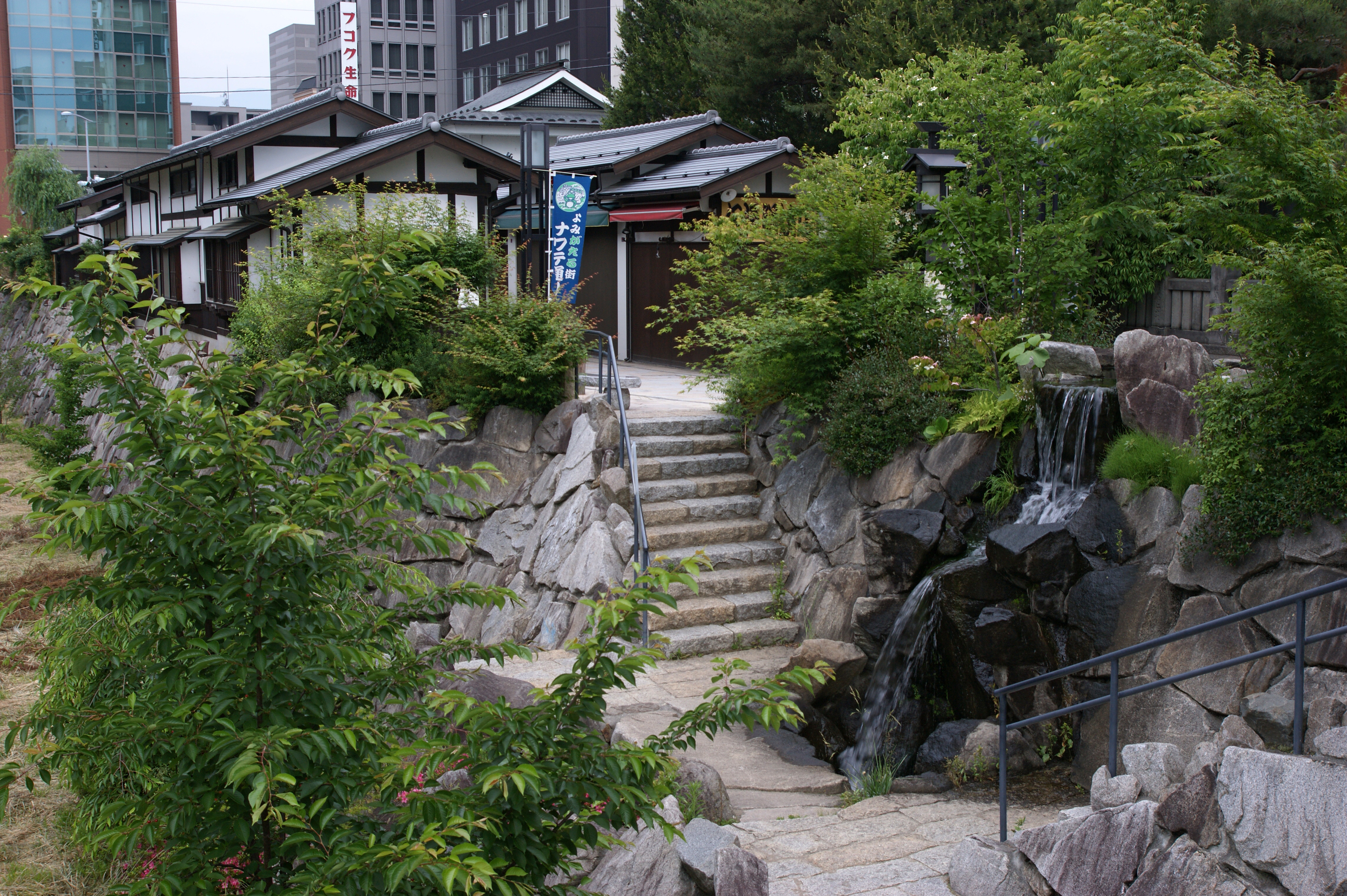
女鳥羽川へ降りる階段

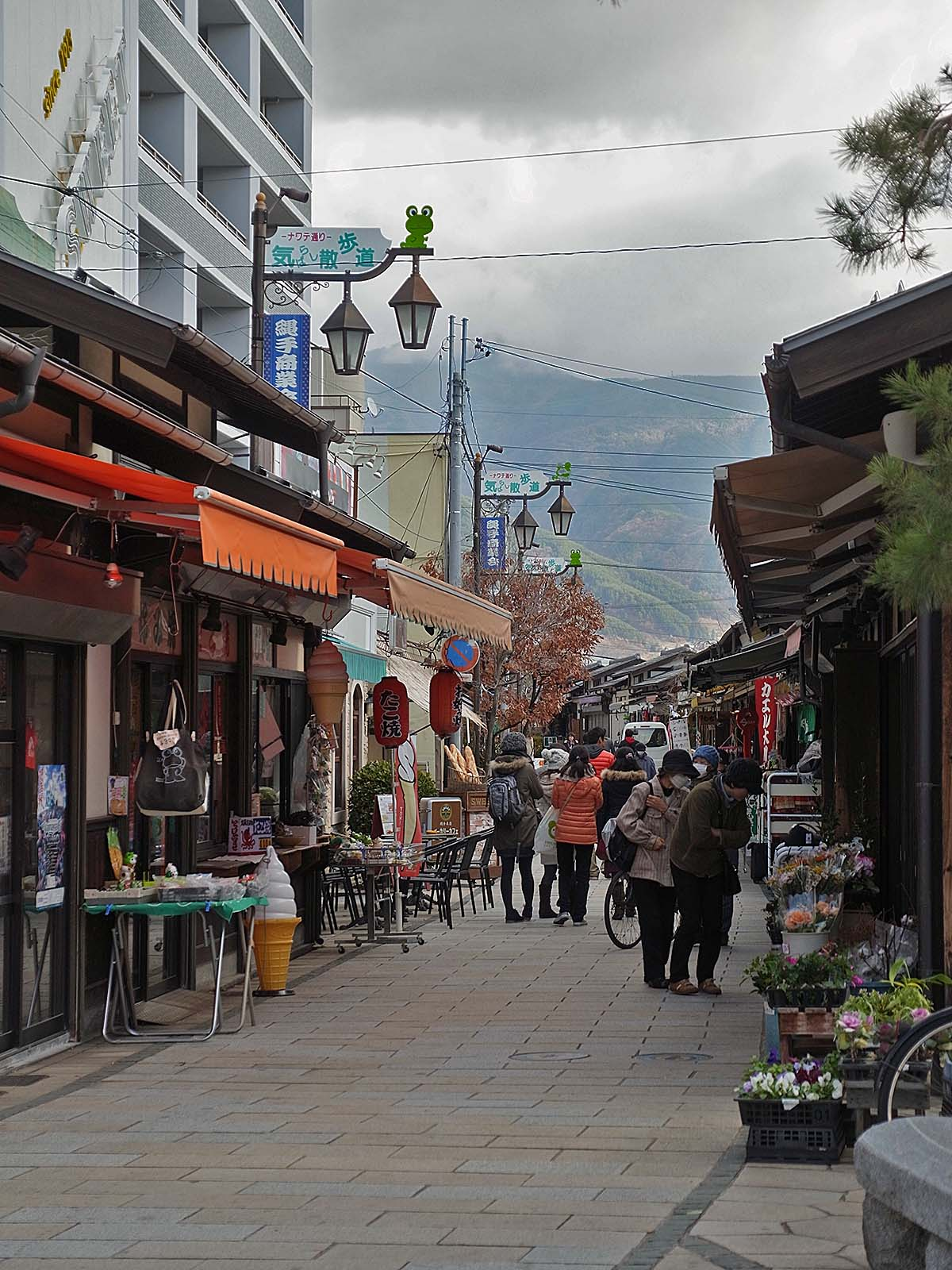
商店街

縄手通り商店街（なわてどおりしょうてんがい）、縄手通り（なわてどおり）、ナワテ通り（なわてどおり）、松本なわて通り（まつもとなわてどおり）は、長野県松本市大手にある商店街である。

## 概要
明治以降に松本城下の南端の外堀を埋め立てて盛り場と化し、多くの露店が構えられ、終戦直後には闇市が立ったが、2001年（平成13年）に全面改装され、昔の町並みを再現した下町風情あふれる商店街となっている。
カエルがシンボル（眷属）で毎年かえるまつりを開催している。

## 由来
城下の整備の一環として外堀が開削された際、その計画線の外側に張る水縄（戦国時代の測量用具）の線を水縄手といい、女鳥羽川との間にできた細路道が「水縄手道」と呼称されたことに由来する。

## 沿線
北側、南側は、その商店が通りのどちら側にあるかを示す。
自動車の進入が原則禁止の自転車歩行者専用道となっているが、かつては21時から翌朝7時まで車両通行可能であった。東行きの一方通行で東西の出入り口に時間式の切り替わり装置があったが2016年01月18日をもって終日自転車歩行者専用となった。東西含めた5箇所にライジングボードという自動昇降式の車止を設置が規制開始日から計画されていた。しかし取り扱う企業が1社しかなく工費が高額になることから看板設置に留まっている。
縄手通り商店街振興組合とナワテ通り商店街組合は加盟店が重複していない全くの別組織のため、
ドラマや旅番組などの撮影などの各種ロケーションや、路地を使ってのイベントを行う際は2団体の許諾を受けねばならない。

### 大名町から四柱神社まで
縄手通りは女鳥羽川沿いにあり、メインの入り口である大名町側には大手交番、がまざむらい像がある。少し内部に行くと公衆トイレ（景観のため江戸時代の建物のようなつくりになっている、北側）や、花屋、おもちゃ屋などの商店がある。そこから少し行くと幸橋（南側）、幸橋のたもとに親水公園、橋の向かいに四柱神社（北側）がある。

### 四柱神社から一ツ橋まで
ここから先の縄手通りは食品・雑貨を扱う店が多くなる。中でも焼芋を売る三松屋（北側）はテレビで何度も紹介された名店（2007年（平成19年）に閉店）。ここから先は南側は昔の町並みを再現されてあるが、北側は再現されていない。

### 一ツ橋から終点まで
しばらく行くと一ツ橋（南側）があり、橋の向かいは緑町（北側）となっている。一ツ橋周辺はレストランが目立つ。さらに少し行くとナワテ横丁（北側）がある。この先の縄手通りは婦人服を扱う店や青果店などが見られる。公衆トイレ（南側）があると縄手通りは終わり、南側は中の橋、北側は上土町となる。通りの終わりから少し行ったところには大正期の市役所を再現した市営住宅とレストランなどが入るビルがある。先には東縄手通りがあるが、住宅が多く縄手通りほど栄えていない。

## 観光

### 催事・イベント
- 松本かえるまつり（6月～11月）
  - 松本市なわて通り商店街で毎年行なわれているカエルをテーマにしたお祭り。商店主・松本市の地元の学生・松本市民が協力して運営[2]。第一回目は、2002年　第1回かえるまつり[3]。2002年から毎年行なわれてきたが2020年・2021年は新型コロナウィルスの影響を考慮し中止となった[4][5]。

## 周辺
- 八十二銀行松本営業部
- 松本市時計博物館
- 松本市立博物館
- 蔵のまち中町

## アクセス
- JR東日本 篠ノ井線 松本駅から徒歩約15分。
- ぐるっとまつもとバス（運行はアルピコ交通）
  - 松本バスターミナルから美ヶ原温泉線・アルプス公園線・岡田線の路線バスにて大名町降車。
  - 松本駅お城口から信大横田循環線・浅間線・タウンスニーカー北コースの路線バスにて大名町バス停降車。
  - 松本駅お城口からタウンスニーカー東コースの路線バスにて中町・蔵シック館バス停下車し北へ。